# Biy-Myrza
Biy-Myrza ou Bimyrza (en kirghiz : Бий-Мырза) est un village du district de Kara-Kulja dans la province d'Och, au Kirghizistan. 
Sa population est de 3 883 habitants en 2009.
La puissante famille politique des Jeenbekov est originaire du village, la famille comprend entre autres le patriarche Sharip et les hommes politiques Asylbek, Jusupbek et Sooronbay.